# ليلاند كلارك
ليلاند كلارك (بالإنجليزية: Leland Clark)‏ هو كيميائي ومخترِع أمريكي، ولد في 4 ديسمبر 1918 في روتشستر في الولايات المتحدة، وتوفي في 25 سبتمبر 2005.